# 1888 en arts plastiques
| Années des arts plastiques : 1885 - 1886 - 1887 - 1888 - 1889 - 1890 - 1891    |
| Décennies des arts plastiques : 1850 - 1860 - 1870 - 1880 - 1890 - 1900 - 1910 |

Cette page concerne l'année 1888 en arts plastiques.

## Événements
- La Royal Society of Painter-Etchers, créée en 1880 pour protester contre le manque de reconnaissance aux graveurs de la part de la Royal Academy, est reconnue par les plus hautes autorités, recevant la charte royale de la reine Victoria : elle s'appelle alors Royal Society of Painter-Etchers and Engravers (incluant donc les engravers — graveurs utilisant d'autres techniques que l'eau-forte — etcher signifiant aquafortiste). Cela engendre un fort regain d'intérêt pour l'aquatinte et la manière noire au Royaume-Uni.
- 4 février - 25 mars : ouverture à Bruxelles du cinquième Salon des XX.

## Œuvres

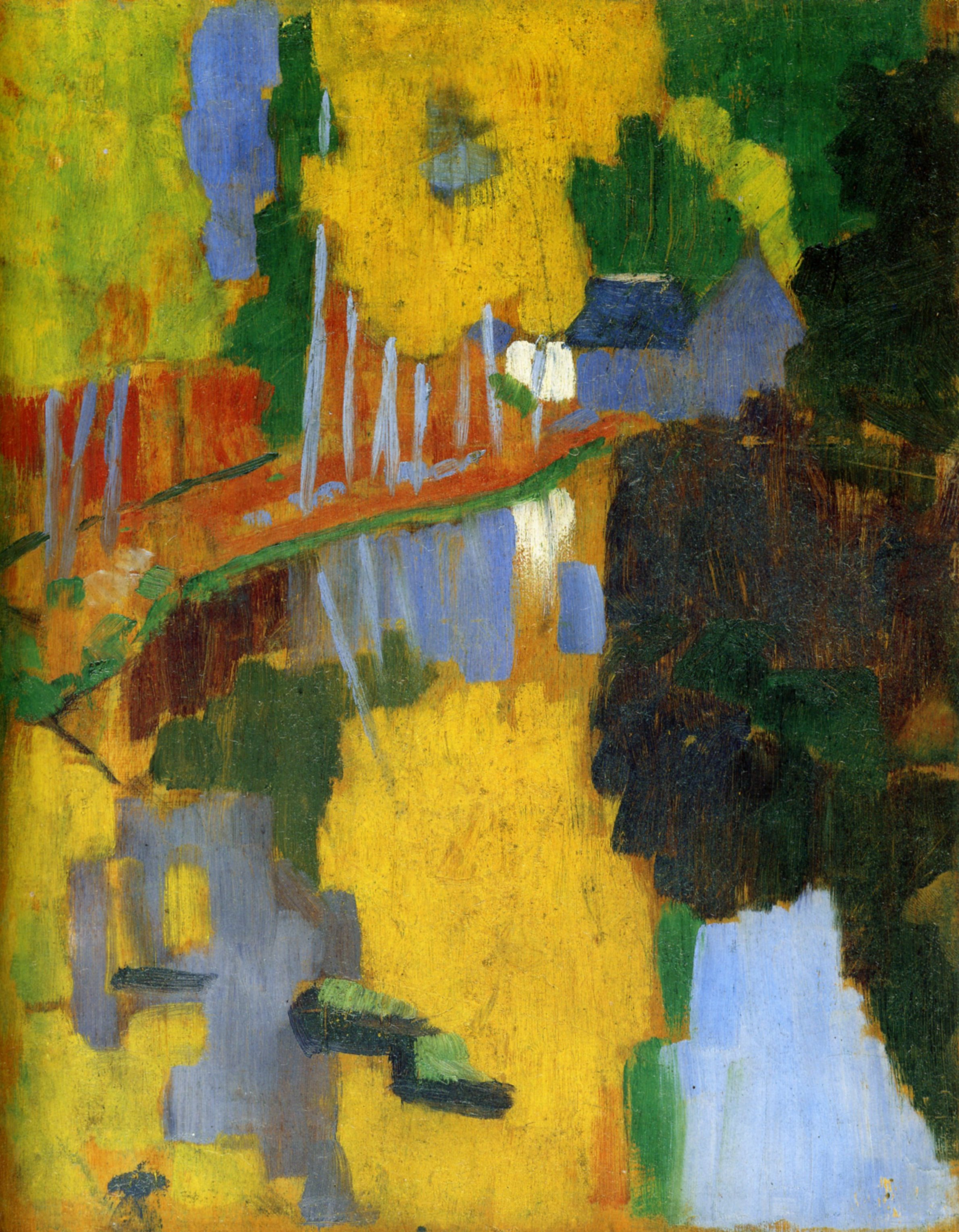
Le Talisman de Paul Sérusier

- Portrait de Joseph Roulin, tableau de Vincent van Gogh,
- Les Roses d'Héliogabale de Lawrence Alma-Tadema,
- Gueule de bois d'Henri de Toulouse-Lautrec,
- Au Cirque Fernando de Toulouse-Lautrec,
- Le Baiser, sculpture d'Auguste Rodin,
- La Chambre de Van Gogh à Arles, tableau de Vincent van Gogh.
- Barques sur le Rhône, tableau de Vincent van Gogh.

## Naissances
- 1er janvier : Vladimir Baranov-Rossiné, peintre ukrainien († 1944),
- 5 janvier : Giulio Vittini, peintre italien († 1968),
- 7 janvier : Léon Leyritz, peintre, sculpteur et décorateur français († 26 mars 1976),
- 13 janvier : Ferdiš Duša, peintre, graveur sur bois et céramiste austro-hongrois puis tchécoslovaque († 1er décembre 1958),
- 25 janvier : Georges Joubin, peintre et dessinateur français († 8 février 1983),
- 27 janvier : Paul-Élie Gernez, peintre, aquarelliste, graveur et illustrateur français († 6 septembre 1948),
- 5 février : Henri Pontoy, peintre français († 12 janvier 1968),
- 6 février : Kazimierz Zieleniewski, peintre et aquarelliste polonais († 14 avril 1931),
- 10 février : Valentin Držkovic, peintre impressionniste austro-hongrois puis tchécoslovaque († 27 octobre 1969),
- 20 février : Anthony Thieme, peintre et graveur néerlandais naturalisé américain († 6 décembre 1954),
- 6 mars : Kathleen Quigly, vitrailliste, illustratrice et peintre irlandaise († 15 août 1981),
- 9 mars : Ryūzaburō Umehara, peintre japonais du style yō-ga († 16 janvier 1986),
- 12 mars : Jean Dufy, peintre français († 12 mai 1964),
- 16 mars : Karl Aegerter, peintre, dessinateur, graveur, muraliste, illustrateur et sculpteur suisse († 12 mai 1969),
- 19 mars : José Sabogal, peintre, professeur et essayiste péruvien († 15 décembre 1956),
- 5 avril : Élie Lascaux, peintre naïf français († 28 octobre 1968),
- 24 avril : Marcel Chotin, peintre et dessinateur français († 20 décembre 1969),
- 28 avril : Émile Beaume, peintre français († 1er février 1967),
- ? avril : Émile-Henry Tilmans, peintre, dessinateur et graveur belge († 1960),
- 12 mai :
  - Jean Julien, peintre français († 5 septembre 1974),
  - Charlotte Wankel, peintre norvégienne († 2 août 1969),
- 15 mai : Józef Ryszkiewicz (fils), peintre polonais († 1942),
- 17 mai : Sōtarō Yasui, peintre japonais († 14 décembre 1955),
- 18 mai : Jean-René Carrière, peintre et sculpteur français († 15 juin 1982),
- 3 juin : André Louis Pierre Rigal, peintre et sculpteur français († 26 décembre 1953),
- 9 juin : Florimond Météreau, peintre français († 19 mai 1978),
- 10 juin : Lilla Minnie Perry, peintre de paysages irlandaise († 30 août 1974),
- 12 juin : Kiichi Okamoto, peintre et illustrateur japonais († 29 décembre 1930),
- 15 juin : Lucien Haffen, peintre français († 16 octobre 1968),
- 21 juin : Lucien Cahen-Michel, peintre français († 3 juillet 1979),
- 23 juin : Louis Garin, peintre et illustrateur français († 13 octobre 1959),
- 30 juin : Gustave Miklos, sculpteur, peintre, précurseur du design, illustrateur et décorateur français d'origine hongroise († 5 mars 1967),
- 1er juillet : Alberto Magnelli, peintre italien († 20 avril 1971),
- 3 juillet : Kagaku Murakami, peintre et illustrateur japonais († 11 novembre 1939),
- 5 juillet : Suzanne Meunier,  peintre, dessinatrice et graveuse française († 5 mai 1979),
- 10 juillet : Giorgio de Chirico, peintre italien († 20 novembre 1978),
- 11 juillet : Yvonne Préveraud, peintre, graveuse et illustratrice française († 6 mars 1982),
- 27 juillet : Jean Hébert-Stevens, peintre et maître-verrier français († 7 mars 1943),
- 28 juillet : Alfred Latour, peintre, graveur, affichiste et graphiste français († 4 mars 1964),
- 4 août : Rudolf Frentz, peintre russe puis soviétique († 27 décembre 1956),
- 12 août : Arnó Stern, peintre polonais († 23 août 1949),
- 16 août : Serge Charchoune, peintre et poète d'origine russe († 24 novembre 1975),
- 17 août : Helena Emingerová, illustratrice, graphiste et peintre austro-hongroise puis tchécoslovaque († 4 août 1943),
- 30 août : Ramón Acín Aquilué, peintre, sculpteur et écrivain espagnol († 6 août 1936),
- 4 septembre : Henri Borde, peintre et sculpteur français († 10 avril 1958),
- 6 septembre : Otto Nückel, peintre, graphiste, illustrateur et caricaturiste allemand  († 12 novembre 1955),
- 17 septembre : Jean Lambert-Rucki, peintre et sculpteur d'origine polonaise, naturalisé français († 1967),
- 19 septembre : Gerhard von Haniel, peintre allemand († 22 février 1955),
- 21 septembre : Martin Benka, peintre, illustrateur et graveur austro-hongrois puis tchécoslovaque († 28 juin 1971),
- 22 septembre : Geneviève Gallois, moniale et peintre française († 19 octobre 1962),
- 27 septembre : Luc Hueber, peintre français († 24 avril 1974),
- 6 octobre : Jean Texcier, peintre, illustrateur et journaliste français († 22 mars 1957),
- 7 octobre : Yves Marevéry, dessinateur français († 11 octobre 1914),
- 12 octobre : Abel Manta, peintre portugais († 9 août 1982),
- 13 octobre : Gérard Cochet, peintre et graveur français († 8 janvier 1969),
- 15 octobre : Simon Mondzain, peintre français d'origine polonaise († 26 décembre 1979),
- 18 octobre : Arnold Brügger, peintre suisse († 2 avril 1975),
- 25 octobre : Nils von Dardel, peintre suédois († 25 mai 1943),
- 29 octobre : Louis Mazetier, peintre, cartonnier et maître verrier français († 20 mars 1952),
- 11 novembre : Johannes Itten, peintre suisse († 25 mars 1967),
- 12 novembre : Louis Icart, peintre, graveur et illustrateur français († 29 décembre 1950),
- 15 novembre : Carlos Valenti, peintre français († 30 octobre 1912),
- 2 décembre : Daniel Burnand, peintre et illustrateur suisse († 8 décembre 1918),
- 10 décembre : Ellis Wallin, peintre suédois († 1972),
- 26 décembre : Abel Gerbaud, peintre français († 9 juin 1954).
- 28 décembre : Maurice Alexandre Berthon, peintre français († 20 septembre 1914),
- 31 décembre : Andrzej Pronaszko, peintre, scénographe et pédagogue polonais († 15 janvier 1961),

- ? :
  - Nina Alexandrowicz, peintre, aquarelliste et sculptrice française († 7 avril 1945),
  - Charles Bisson, peintre, aquarelliste et graveur français († après 1929),
  - Friedrich Wilhelm Hollstein, marchand d'estampes et historien de l'art allemand († 1957),
  - David Laksine, peintre et sculpteur russe († 2 février 1911),
  - Hans Neumann, lithographe, publicitaire, réalisateur, scénariste et producteur de cinéma autrichien († 1960),
  - Ugo Piatti, peintre italien († 1953),
  - Mohammed Saleh Zaki, peintre irakien († 1974).

## Décès
- 10 janvier : Giuseppe Palizzi, peintre italien (° 12 mars 1812),
- 24 janvier : Louis Matout, peintre français (° 19 mars 1811),
- ? janvier : Louis Nicolas Matoux, peintre français (° 25 novembre 1816),
- 2 février : Félix-Auguste Clément, peintre français (° 20 mai 1826),
- 5 février : Anton Mauve, peintre néerlandais (° 18 septembre 1838),
- 2 mars : Fernand Teyssier, peintre et sculpteur français (° 12 juillet 1837),
- 25 mars : Louis des Isnards, peintre français (° 30 avril 1805),
- 30 mars : Édouard Jean Conrad Hamman, peintre, graveur et illustrateur belge (° 24 septembre 1819),
- 18 avril : Alexander Maximilian Seitz, peintre allemand, membre du mouvement nazaréen (° 1811).
- 18 mai : Pietro Aldi, peintre académique italien (° 26 juillet 1852),
- 22 mai : Édouard Baille, peintre français (° 14 octobre 1814),
- 30 mai : Louis Buvelot, peintre, lithographe, dessinateur, photographe et enseignant suisse (° 3 mars 1814),
- 7 juin :  Paul Adolphe Rajon, peintre et graveur français (° 2 juillet 1843),
- 18 juin : Luigi Mussini, peintre italien (° 19 décembre 1813),
- ? juin : Arthur John Strutt, peintre et graveur britannique (° 12 juin 1819),
- 14 juillet : Wladimir Swertschkoff, peintre russe de vitraux (° 4 septembre 1821),
- 16 juillet : Jules Halkin, sculpteur belge (° 23 octobre 1830),
- 20 juillet : Henri de Braekeleer, peintre belge (° 11 juin 1840),
- 15 août :  Amaranthe Roulliet, peintre paysagiste et lithographe français (° 2 février 1810),
- 28 août : Eugène Accard, peintre français (° 1824),
- 9 septembre : Socrate Vorobiov, peintre paysagiste et graveur russe (° 12 février 1817),
- 24 octobre : François Musin, peintre de marine belge (° 4 octobre 1820),
- Date inconnue :
  - Alphonse-Jules Contour, sculpteur animalier français (° 1811),
  - Federigo Pastoris, peintre et graveur italien (° 1837).